# Reczków Nowy
Reczków Nowy – wieś w Polsce położona w województwie łódzkim, w powiecie piotrkowskim, w gminie Aleksandrów.
W latach 1975–1998 miejscowość administracyjnie należała do województwa piotrkowskiego.
W okolicy miejscowości znajduje się wzniesienie o nazwie Diabla Góra.